# フランシス・ダッシュウッド (初代準男爵)
初代準男爵サー・フランシス・ダッシュウッド（英語: Sir Francis Dashwood, 1st Baronet、1658年頃 – 1724年11月4日）は、イギリスの商人、地主、政治家。ホイッグ党所属。

## 生涯
商人フランシス・ダッシュウッド（Francis Dashwood、1683年没）とアリス・スレイ（Alice Sleigh）の末男として、1658年頃に生まれた。父はサマセット出身でトルコ貿易をしており、フランシスも商人の道を歩みシルク貿易に関わったほか、1680年にはワイン商名誉組合に入った。これにより財を成し、1690年3月に政府に1,000ポンドを貸与したほか、1698年には兄サミュエルと15,000ポンドずつ投資してウェスト・ウィコンブの領地を購入した。
1702年10月にサミュエルがロンドン市長に就任すると、フランシスも10月29日にアン女王により騎士爵に叙された。
政界では1705年イングランド総選挙での選挙活動より関わりをはじめ、1707年6月28日には政府への支持により準男爵に叙された。また、サミュエルの死後の1706年にその息子ジョージに15,000ポンドを支払ってウェスト・ウィコンブの領地を確保した。このようにして地盤を固めたフランシスは1708年イギリス総選挙でウィンチェルシー選挙区から出馬し、無投票当選を果たした。
政治観ではトーリー党所属の兄サミュエルと違いホイッグ党に属し、1710年にヘンリー・サシェヴェレルの弾劾に賛成票を投じたが、全体的には議会であまり活動的ではなかったという。1710年イギリス総選挙ではトーリー党に対立候補を立てられるものの無事再選し、対立候補による選挙申し立ても1712年2月に却下された。その後、1713年イギリス総選挙で立候補せず、政界から引退した。
政界引退以降は領地管理に専念し、1720年頃にバッキンガムシャーのハルトンを購入した。1724年11月4日にハノーヴァー・スクエアの自宅で死去、ウェスト・ウィコンブで埋葬された。息子フランシスが爵位を継承した。死去時点の遺産は34,000ポンドに上り、また名望もあったため、息子フランシスは政界で出世し、ビュート伯爵内閣で財務大臣を務めることとなった。

## 家族
1683年4月13日、メアリー・ジェニングス（Mary Jennyngs、1665年頃 – 1695年以前、ジョン・ジェニングスの娘）と結婚、1男2女をもうけた。
- メアリー（1738年没） - 1703年8月18日、第2代準男爵サー・フルウォー・スキップウィス（英語版）と結婚[3]
- スザンナ（Susannah、1747年没） - 1702年4月15日、第2代準男爵サー・オーランド・ブリッジマン（英語版）と結婚、子供あり[4]

1705年5月30日、メアリー・フェイン（Mary Fane、1675年頃 – 1710年8月19日、第4代ウェストモーランド伯爵ヴィアー・フェインの娘）と再婚、1男1女をもうけた。
- レイチェル - 1738年11月4日、第4代準男爵サー・ロバート・オーステン（英語版）と結婚、子供なし[5]
- フランシス（1708年 – 1781年） - 第2代準男爵、第11代ル・ディスペンサー男爵

1712年6月17日、メアリー・キング（Mary King、1719年没、おそらくチャールズ・キングの娘）と再婚、2男2女をもうけた。
- ヘンリエッタ - 生涯未婚
- メアリー - 1732年、ジョン・ウォルコット（John Walcott）と結婚
- ジョン（英語版）（1716年 – 1793年） - 第3代準男爵
- チャールズ（1717年11月4日 – ?） - 生涯未婚

1720年7月21日、エリザベス・ウィンザー（Elizabeth Windsor、1736年10月16日没、初代プリマス伯爵トマス・ヒックマン＝ウィンザーの娘）と再婚したが、2人の間に子供はいなかった。

## 関連図書
- Moore, Dorothy M. "Dashwood, Sir Francis, first baronet". Oxford Dictionary of National Biography (英語) (online ed.). Oxford University Press. doi:10.1093/ref:odnb/47392。 (要購読、またはイギリス公立図書館への会員加入。)

| グレートブリテン議会                           | グレートブリテン議会 | グレートブリテン議会                             |
| ---------------------------------------------- | --- | ------------------------------------------------ |
| 先代 ジョージ・ドディントン ジェームズ・ヘイズ | 庶民院議員（ウィンチェルシー選挙区選出） 1708年 – 1713年 同職：ジョージ・ドディントン 1708年 ロバート・ブリストー 1708年 – 1713年 | 次代 ロバート・ブリストー ジョージ・ドディントン |
| グレートブリテンの準男爵                       | |                                                  |
| 爵位創設                                       | （ウェスト・ウィコンブの）準男爵 1707年 – 1724年                                                                                  | 次代 フランシス・ダッシュウッド                  |